# William Simpson (Künstler)

William Simpson

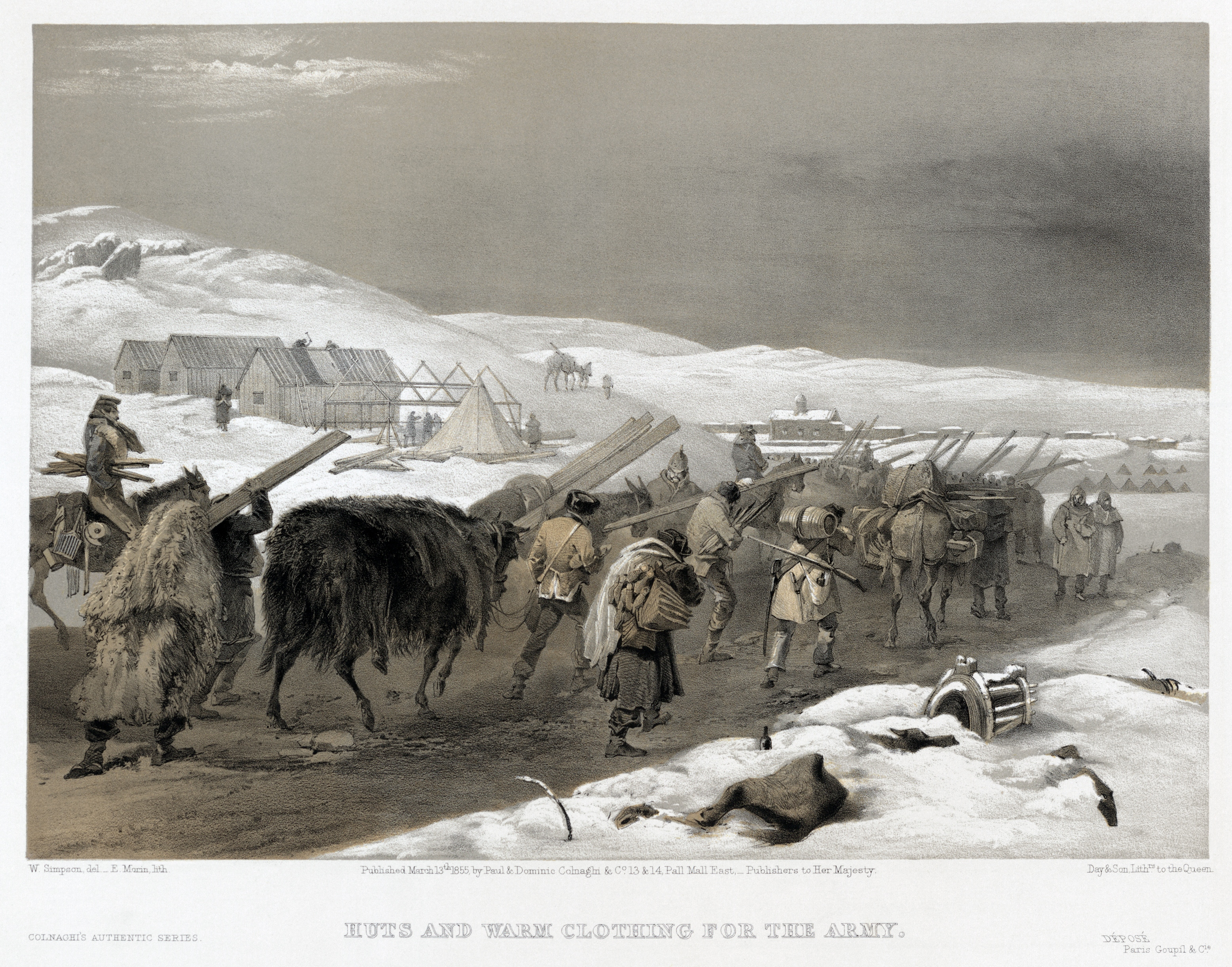
„Hütten und warme Kleidung“ Lithografie aus der Serie The Seat of the War in the East

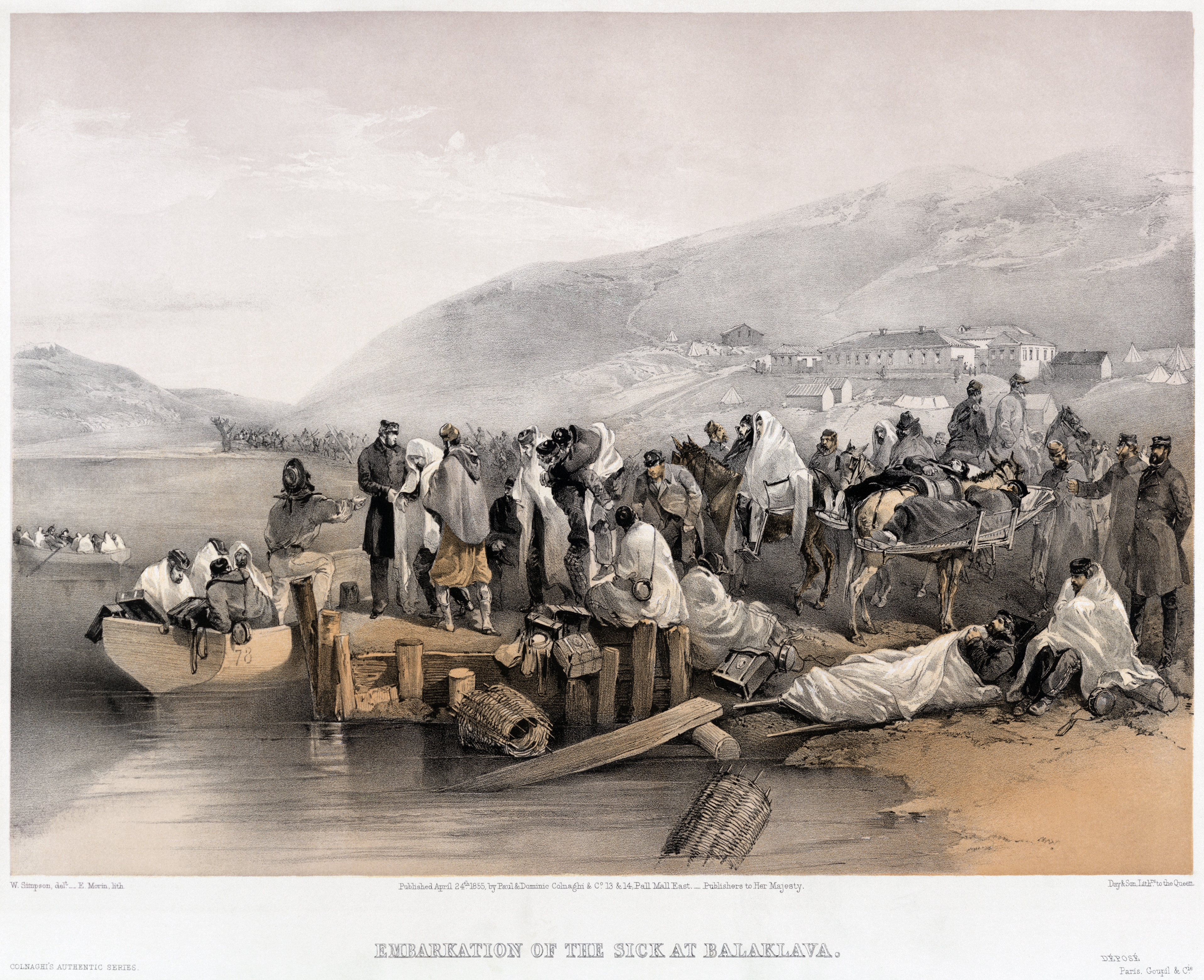
Verwundete warten auf ihren Abtransport in Balaklava, Lithografie

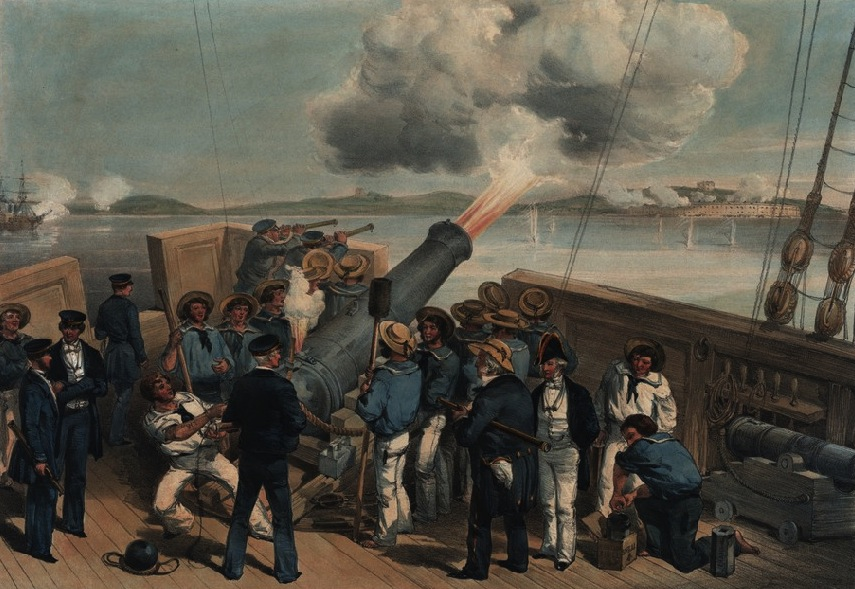
Bombardement von Bomarsund; Lithografie aus der Serie The Seat of the War in the East

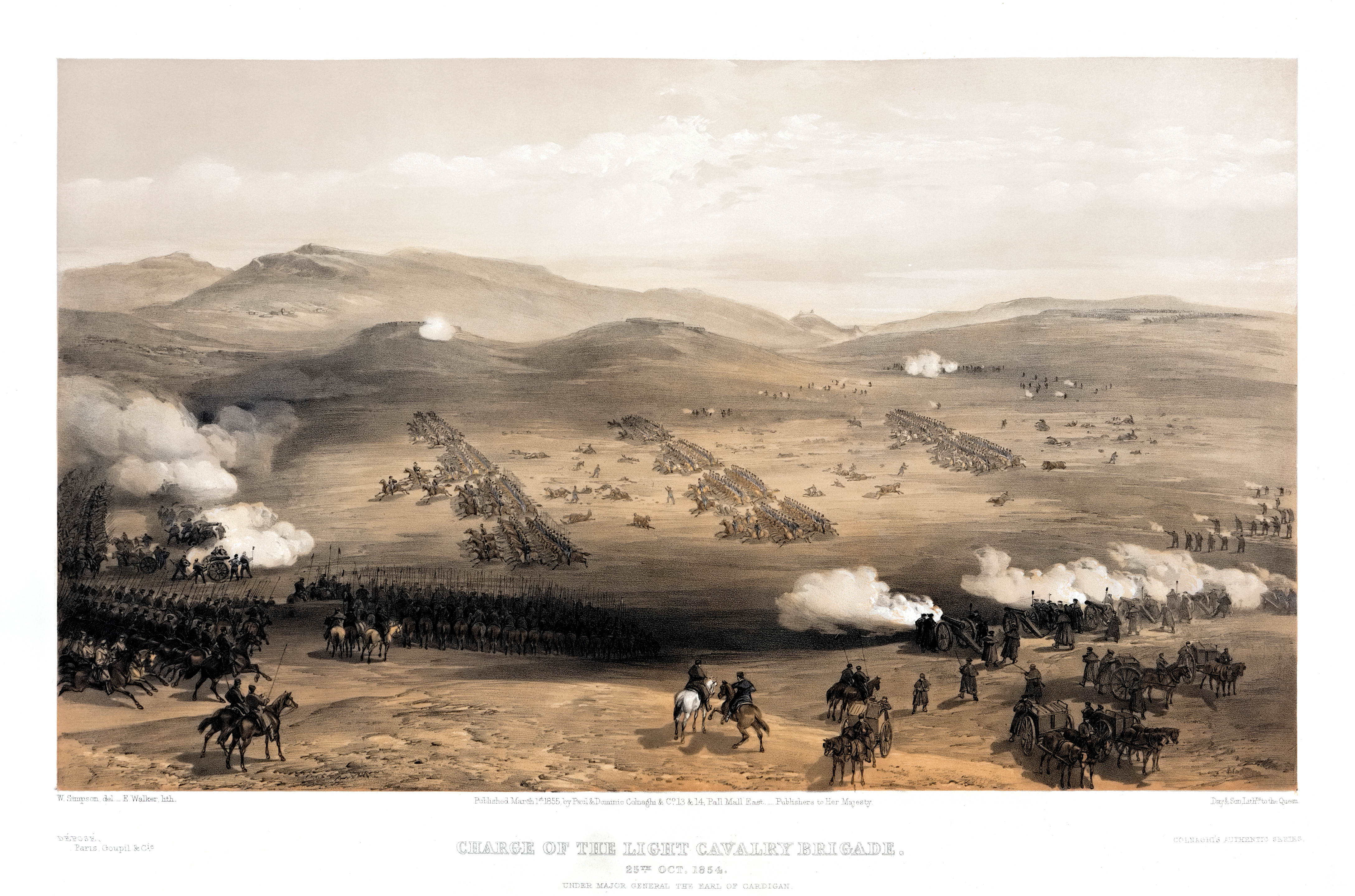
„Die Attacke der Leichten Brigade in Balaklava“, Lithografie von William Simpson aus der Sammlung The Seat of the War in the East

William Simpson (* 28. Oktober 1823 in Glasgow; † 17. August 1899 in London) war ein schottischer Kriegskorrespondent und Künstler, der sich auf die Darstellung von Kriegshandlungen spezialisiert hat. Er wurde berühmt durch seine Darstellungen aus dem Krimkrieg, in der er unter anderem auch das Leiden der einfachen Soldaten darstellte. Gemeinsam mit William Howard Russell, Thomas Chenery und Florence Nightingale trug er dazu bei, dass sich die britische Öffentlichkeit der schlechten Versorgung der eigenen Truppen bewusst wurde.

## Frühe Jahre und Krimkrieg
William Simpson wurde am 28. Oktober 1823 in Glasgow als Sohn einer armen Familien. Sein Vater war Alkoholiker und ab 1834 lebte er bei seiner Großmutter. Den Schulbesuch nahm er erst zu diesem Zeitpunkt auf. Wenige Jahre später wurde er Lehrling einer Firma in Glasgow, die sich auf die Herstellung von Lithografien spezialisiert hatte. Während dieser Jahre besuchte er abends die Andersonian University und das Mechanics Institute. 1854 wurde er beauftragt, anhand von Darstellungen die Schlacht an der Alma zu illustrieren. In Erwartung der Eroberung von Sewastopol beauftragte man ihn auch, dafür Lithografien anzufordern. Er selbst drängte zunehmend darauf, dass man ihn erlaube, auf die Krim zu reisen, um vor Ort Zeichnungen anzufertigen.
William Simpson kam am 15. November 1854 auf der Krimhalbinsel an. Was ihn maßgeblich beeindruckte war das Leid der einfachen Soldaten. Britische Truppen waren beispielsweise in der Schlacht an der Alma am 20. September 1854 siegreich gewesen, es zeigten sich aber deutlich die Folgen von Missmanagement, fehlerhafter Vorbereitung und logistischer Inkompetenz. Anders als bei den französischen Truppen fehlten Tragen und Wagen, um die Verwundeten vom Schlachtfeld abzutransportieren. Verwundete und Kranke, die es bis zum Hafen schafften, warteten hier Tage oder Wochen auf die Schiffe, die sie in das in Scutari (Üsküdar) eingerichtete Militärkrankenhaus bringen sollten. Die Überfahrt nach Scutari dauerte je nach Schiffstyp und Wetterbedingungen zwischen zwei Tagen und einer Woche. Die Überlebenden erwartete dann ein schlecht organisierter Transport in das auf einem Hügel oberhalb des Hafens liegende zentrale Militärkrankenhaus (Selimiye-Kaserne). Die Versorgung der Kranken und Verletzten war vermutlich nicht schlechter als während der Schlacht von Waterloo im Juni 1815, der letzten großen Schlacht, in die die britische Armee involviert war. Erstmals gab es jedoch Kriegsberichterstatter, die mittels Telegrafie die britische Öffentlichkeit ohne größere Zeitverzögerung über die Vorkommnisse auf der Krim informierten. Drastische Berichte der Times-Korrespondenten William Howard Russell und Thomas Chenery über die mangelhafte Versorgung verletzter und kranker Soldaten lösten in der britischen Öffentlichkeit Fassungslosigkeit und Entsetzen aus. Simpsons Aquarelle, die von Lithografen der Firma Day & Son über das Steindruckverfahren vervielfältigt wurden, trugen wesentlich dazu bei, der britischen Öffentlichkeit ein visuelles Bild des Leidens der britischen Soldaten zu schaffen. Er verließ die Krim erst im Herbst 1855.
Simpson erhielt für jedes seiner Aquarelle 20 Pfund. Die Firma, für die er arbeitete, stellte insgesamt zwei große Portfolios mit über achtzig Lithografien zusammen, die unter dem Titel The Seat of the War in the East in einer Auflage von 2.000 Stück verkauft wurden.

## Spätere Jahre
Am 10. Mai 1857 kam es in Merath zu einem offenen Aufstand von hinduistischen und muslimischen Soldaten gegen ihre britischen Befehlshaber. Der so genannte Sepoy-Aufstand weitete sich schnell über Nordindien aus. Britische Truppen schlugen den Aufstand im Laufe des Jahres 1858 weitgehend nieder. William Simpson wurde nach Indien entsendet, um ein Portfolio ähnlich wie über den Krimkrieg zu erstellen. Er kam in Indien am 29. Oktober 1859 an und bereiste weite Teile Indiens. Im Februar 1862 verließ er Indien und musste nach seiner Rückkehr in London feststellen, dass sein Auftraggeber auf Grund finanzieller Schwierigkeit nicht in der Lage waren, ein solches Portfolio zu publizieren. Die 240 Aquarelle, die er an die Firma Day & Son geliefert hatten, wurden als Konkursmasse verkauft. Lediglich fünfzig seiner Aquarelle wurden als Chromolithografie veröffentlicht.
1866 beauftragte die Illustrated London News Simpson mit einigen Zeichnungen des Besuchs des Fürsten von Wales im Dunrobin Castle und sendete ihn anschließend nach St. Petersburg, wo der Prince of Wales an der Zeirat des Zarewitsch teilnahm. Zwei Jahre später wurde er beauftragt, die Britische Äthiopienexpedition von 1868 zu begleiten. Seine Aquarelle wurden ein Teil des Portfolios, dass die Illustrated London News zum Andenken an diese Strafexpedition publizierte. 1875 begleitete er den Fürsten von Wales nach Indien. Zu den Kriegsplätzen, die William Simpson in den kommenden Jahren reiste, gehört der Deutsch-Französische Krieg und der Zweite Anglo-Afghanische Krieg.

## Veröffentlichungen
- India ancient and modern: a series of illustrations of the country and the people of India and adjacent territories; executed in chromo-lithography from drawings by William Simpson; with descriptive literature by John William Kaye. London: Day and Son, London 1867. Anmerkung: Die Folio Ausgabe dieses Buches mit 50 Lithografien erzielte 2008 bei der Sotheby Versteigerung 25.000 GBP
- Meeting the Sun: a Journey all round the World through Egypt, China, Japan and California, including an account of the marriage ceremonies of the emperor of China.  Publisher: Longmans, Green, Reader, and Dyer, London 1874.
- Picturesque people: being groups from all quarters of the globe. Publisher: London: W. M. Thompson, London 1876.
- Sculptured Tope on an old stone at Dras, Ladak. Publisher: Royal Asiatic Society 1882.
- The Buddhist Praying Wheel  Publisher: Macmillan & Co., London, 1896.
- The Jonah Legend. Publisher: Grant Richards London 1899.
- Glasgow in the Forties (ed. A.H. Miller). Morison Brothers, 1899
  - George Brackenbury: Descriptive sketches. Illustrating Mr. William Simpson’s drawings of the Seat of War in the East.  Publisher: Paul and Dominic Colgnaghi & Son, London 1855
  - George Brackenbury: The campaign in the Crimea: an historical sketch. Illustrated by forty Plates from Drawings taken on the spot by William Simpson. Publisher: Paul and Dominic Colgnaghi & Son, London 1855.
  - William Simpson (posthum) & George Brackenbury: The seat of war in the East, from eighty-one drawings made during the war in the Crimea.” Descriptive notices of the illustrations by George Brackenbury. The plates reproduced in half-tone from proofs of the first edition of 1855-56.  Publisher: Day & Son, London 1902
    - George Eyre-Todd: The autobiography of William Simpson, R. I. (Crimean Simpson) Publisher: T. Fisher Unwin, London 1903

## Einzelbelege
1. ↑  Helen Rappaport: No Place for Ladies – The Untold Story of Women in the Crimean War. Aurum Press Ltd, London 2007, ISBN 978-1-84513-314-6, S. 75
2. ↑  Barbara Montgomer Dossey: Florence Nightingale – Mystic, Visionary, Healer, Springhouse Corporation, Springhouse 2000, ISBN 0-87434-984-2, S. 107
3. ↑  Nancy Duin und Jenny Sutcliffe: Geschichte der Medizin, Verlag vgs, Köln 1993, ISBN 3-8025-1267-7, S. 79
4. ↑   Andrew Ward: Our bones are scattered. The cawnpore massacres and the indian mutiny of 1857. John Murray Publishers, London 2004, ISBN 0-7195-6410-7, S. 402

| Personendaten    | Personendaten                               |
| ---------------- | ------------------------------------------- |
| NAME             | Simpson, William                            |
| KURZBESCHREIBUNG | britischer Kriegskorrespondent und Künstler |
| GEBURTSDATUM     | 28. Oktober 1823                            |
| GEBURTSORT       | Glasgow                                     |
| STERBEDATUM      | 17. August 1899                             |
| STERBEORT        | London                                      |